# غجر (قرية)
الغجر اسم قرية في منطقة الجولان الواقعة على الحدود اللبنانية. سكانها من الطائفة العلوية ويبلغ عددهم حوالي 2745 نسمة. مساحتها المسكونة حوالي 500 دونم والأراضي التابعة لها تزيد عن 12000 دونم.[بحاجة لمصدر] بدأت سيطرة إسرائيل على القرية منذ عام 1967، وتفاوتت السيطرة السياسية والعسكرية على القرية طوال هذه المدة حتى قضت الحكومة الإسرائيلية بالانسحاب من الجزء الشمالي للقرية في 17 نوفمبر، 2010.

## نبذة تاريخية

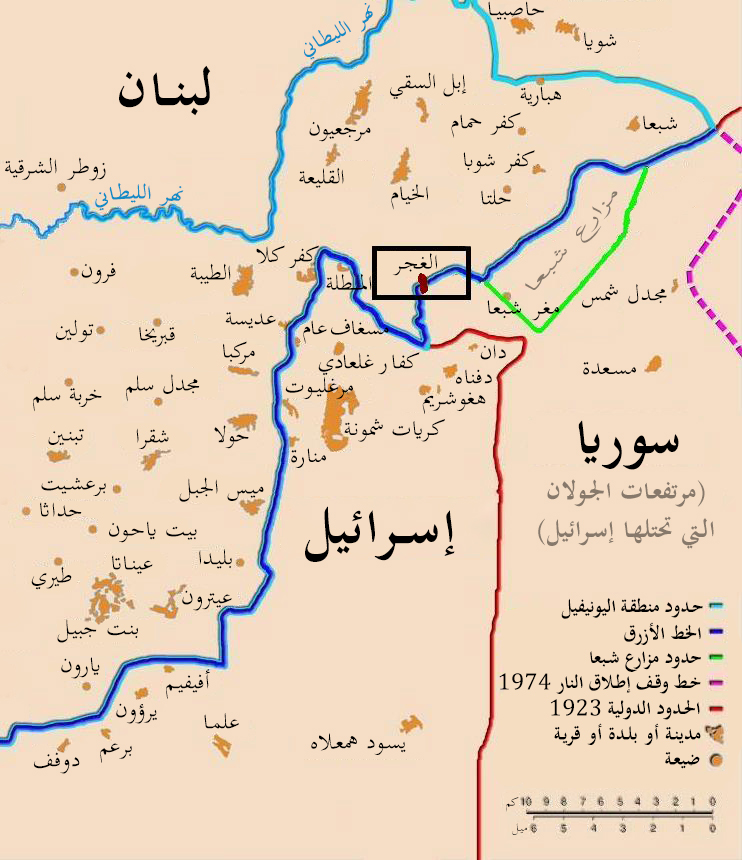
خريطة توضح موقع قرية الغجر

حتى يونيو 1967 كانت القرية تخضع للإدارة السورية وكان سكانها يحملون الجنسية السورية. وتعتبر المكانة السياسية لقرية الغجر وسكانها هي من أكثر المشاكل تعقيدا ضمن حالة التوتر السائدة بين كل من سوريا، لبنان وإسرائيل. عندما تم رسم الحدود بين سوريا ولبنان وقعت القرية على الحدود ولم توضح السيادة عليها. حتى حرب الأيام الستة في يونيو 1967 تولت سوريا إدارة القرية ومنحت الجنسية السورية لسكانها. في الإحصاء السكاني الذي نشرته سوريا في 1960 يرد اسم القرية بين التجمعات السكانية السورية، ويشار إلى 11 مزرعة من مزارع شبعا (مع بعض المزارع الأخرى) كمزارع تابعة للقرية. وعدت السلطات السورية في ذلك الإحصاء 620 نسمة في قرية الغجر (ما عدا سكان المزارع).
في حرب 1967 احتلت إسرائيل منطقة الجولان من سوريا، ولكن الجيش الإسرائيلي لم يدخل قرية الغجر لاعتبارها لبنانية حسب الوثائق التي كانت في حوزته.

في مقابلة للمجلة الإسرائيلية «طيفع هدفاريم» أجريت في ديسمبر 1993  قال خطيب جمال، معلم ومرشد السياح من أبناء القرية: 

في تقرير بشأن القرية ورد في مجلة الجيش الإسرائيلي «بمحانيه» في 16 ديسمبر 2005 يقال: 
 يرد تقرير مماثل في كتاب «حدود إسرائيل» باللغة العبرية للجغرافي الإسرائيلي موشيه برافر عام 1988.
في 1978 تدخلت إسرائيل في الحرب الأهلية في لبنان حيث اجتاح الجيش الإسرائيلي الحدود اللبنانية. منذ ذلك الحين وحتى مايو 2000 سيطرت إسرائيل على كلى جانبي الحدود. ضمن هذه الفترة توسعت الغجر شمالا داخل الأراضي اللبنانية.
في 1981 قرر الكنيست الإسرائيلي ضم الجزء من الجولان الخاضع للسيطرة الإسرائيلية إلى دولة إسرائيل بما يسمى «قانون الجولان». حسب هذا القانون انتهى الحكم العسكري في الجولان حيث اعترفت إسرائيل بها كمحافظة إسرائيلية. عقب القرار تسلم سكان الغجر الجنسية الإسرائيلية.
في أبريل 2000
قررت الحكومة الإسرائيلية سحب قوات الجيش الإسرائيلي من الجنوب اللبناني حسب قرار 425 لمجلس الأمن. لهذه الغاية طلبت إسرائيل من هيئة الأمم المتحدة رسم الحدود بين أراضيها والأراضي اللبنانية بما في ذلك الحدود بين الجولان ولبنان. رغم أن الأمم المتحدة رفضت الاعتراف بضم الجولان إلى إسرائيل فإن قرار 425 لا علاقة لها بالنزاع بين إسرائيل وسوريا ولذلك طالبت الأمم المتحدة بسحب القوات الإسرائيلية إلى الحدود اللبنانية الجنوبية مهما كانت السيادة المعترفة بها في الإراضي جنوبا له («الخط الأزرق» أو «خط الانسحاب» كما يسمى في الوثائق الرسمية).
حسب تعليمات الأمم المتحدة تعبر الحدود اللبنانية في مركز قرية الغجر وتقسمها إلى قسمين. بين 2000-2006 سيطر قوات منظمة حزب الله اللبنانية في القسم الشمالي من القرية بينما سيطرت إسرائيل على القسم الجنوبي. كثيرا ما تشكى أهل القرية توغل عناصر جنائية إلى البلد لعدم وجود شرطة فيه، واستغلال القرية كمعبر لتهريب المخدرات. في 2005 قامت منظمة حزب الله بمحاولة خطف جنود إسرائيليين عبر الغجر، ولكنها فشلت.
في حرب تموز 2006 احتل الجيش الإسرائيلي الجزء الشمالي من القرية وهدم موقف حزب الله العسكري فيه. ما زال الجيش الإسرائيلي يراقب الجزء الشمالي لقرية غجر بالرغم من انسحابه من باقي الأراضي اللبنانية بعد نهاية الحرب. وكان من المقترح نقل المسؤولية عن مراقبة شمالي القرية إلى قوات يونيفيل ولكن تطبيق هذا الاقتراح ليس كاملا بعد، وما زالت المفاوضات بين قادة يونيفيل وكل من إسرائيل ولبنان في هذا الموضوع مستمرة.

## الوضع الاجتماعي
منذ 1982 يحمل معظم سكان القرية الجنسية الإسرائيلية واعترفت إسرائيل بالقرية كمجتمع سكاني إسرائيلي في محافظة الشمال التابعة لها. في 2000 رسم ممثلو هيئة الأمم المتحدة «الخط الأزرق» في قلب القرية، مما أدى إلى تقسيم القرية فعلا بين إسرائيل ولبنان. منذ تقسيم القرية يصعب الوصول إليه إذ أقامت إسرائيل الحواجز الحدودية خارج القرية، جنوبا له. لم يفقدوا سكان الجزء اللبناني من القرية جنسيتهم الإسرائيلية إلا أنهم يعتبرون «مواطنين إسرائيليين على أراضي العدو» حسب القانون الإسرائيلي.